# Chirongui
Chirongui é uma comuna francesa no departamento ultramarino de Mayotte. Estende-se por uma área de 28.31 km², e possui 8.920 habitantes, segundo o censo de 2018, com uma densidade de 320 hab/km².